# Feldberg-Gletscher
Der Feldberg-Gletscher auch Feldberggletscher war ein Gletscher mit einer großflächigen Vereisung des Feldbergmassivs und der umliegenden Täler des Südschwarzwalds in radialer Richtung während der letzten Eiszeit, der Würm-Kaltzeit. In größerem Umfang existierte er auch in der Riß-Kaltzeit. Zeugen der letzten glazialen Prägung sind heute zahlreiche Endmoränenwälle, Findlinge, Gletscherschliffe, Kare und Trogtäler im Großraum des Feldberggebiets.

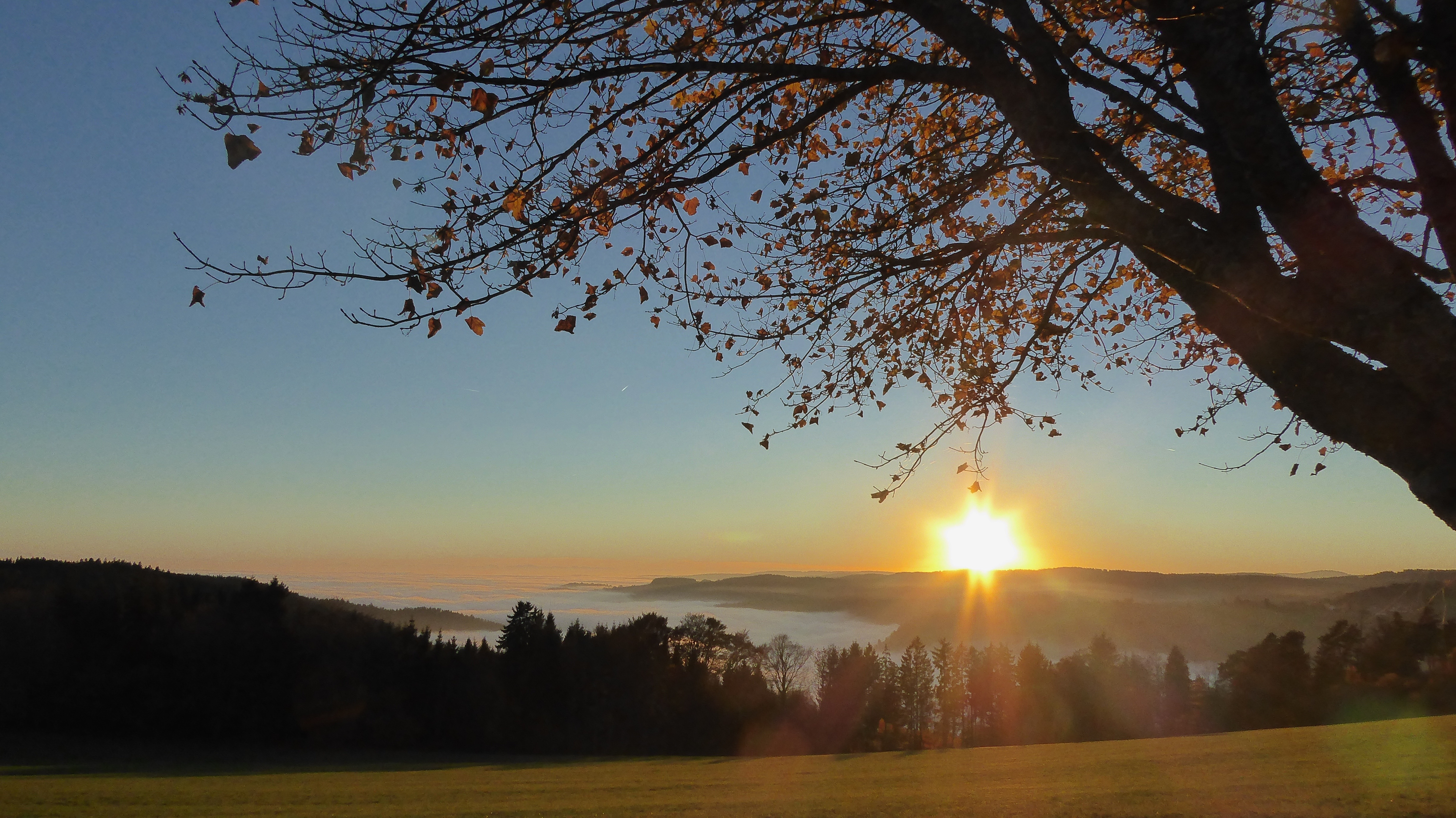
Nebeldecke im Albtal. Sie entspricht im Vordergrund ziemlich gut der maximalen Eishöhe, die hier schon zum Zehrgebiet des früheren Gletschers gehörte. Beim Maximalstand war auch der Dachsberg (rechts) vom Eis bedeckt.

## Ausdehnung und Hauptströme

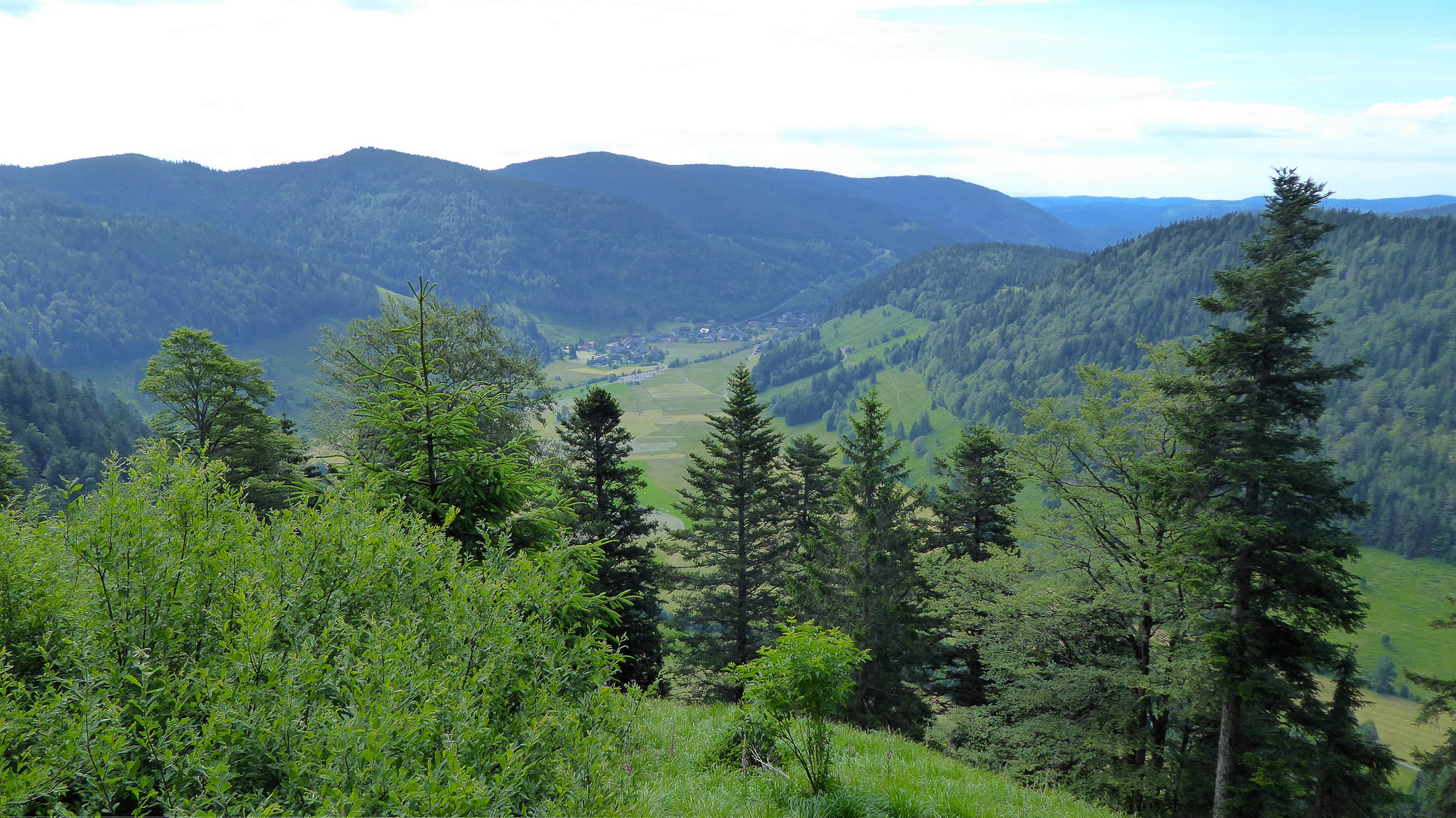
Das Menzenschwander Trogtal war bis an die Bergkuppen mit Eis bedeckt. Links im Bild erfolgte die Transfluenz des Albtal- in den Schluchsee-Gletscher.

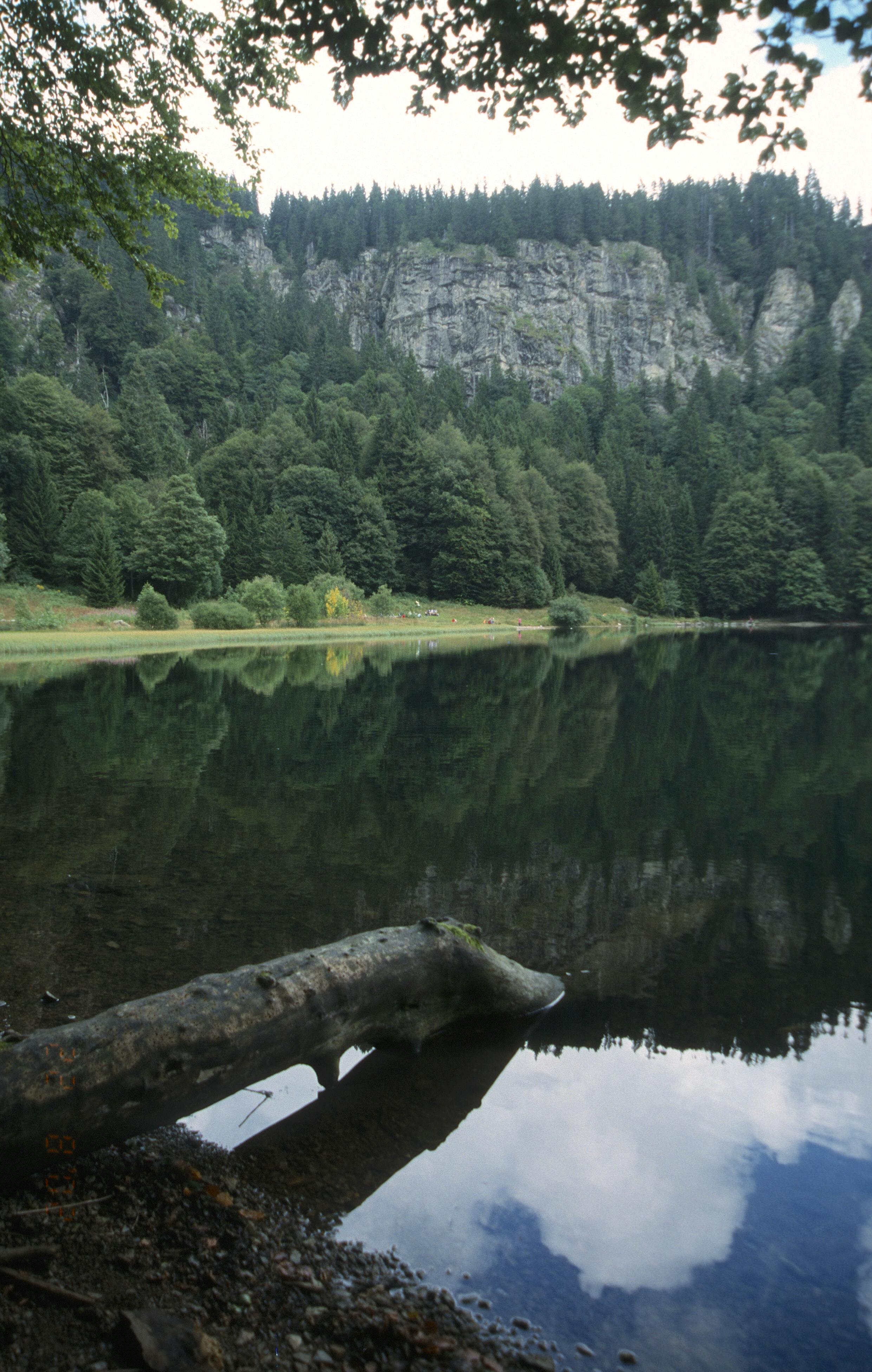
Feldsee, ein Karsee des ehemaligen Feldberg-Gletschers. Blick von der Moräne zur Karrückwand an der Feldberg-Nordostseite.

Die Gesamtfläche des Feldberg-Gletschers betrug im Hochglazial der Würm-Kaltzeit ca. 900–1000 km². Die abgeplatteten Gipfel des Feldbergs sind Belege für ihre zeitweise Überdeckung mit Eiskappen (Plateaugletscher). Einige Kuppen ragten als Nunatakker aus dem Eis; der Gipfel des 1.414 Meter hohen Belchen war aber in der Würm ebenfalls vereist und gehörte zum westlichen Randgebiet des Feldberg-Gletschers. Die Talgletscher erstreckten sich in sämtliche vom Feldberg radial wegführenden Täler mit (im Uhrzeigersinn) dem Titisee-Gletscher, Schluchsee-Gletscher, Alb-Gletscher, Wiesental-Gletscher, St. Wilhelmer Tal-Gletscher und dem Zastlertal-Gletscher. Der längste Talgletscher war der Albtal-Gletscher. Er erreichte mit 25 Kilometern Länge bis zum Ort Niedermühle etwa die Ausdehnung des Aletschgletschers, des heute längsten Gletschers der Alpen. Dabei überragte der Albtal-Gletscher den 1.038 Meter hohen Lehenkopf bei St. Blasien und bedeckte vollständig die Fläche der heutigen Gemeinde Dachsberg. Der Wiesental-Gletscher reichte bei der höchsten Vereisung bis Mambach (Zell), was einer Länge von 20 Kilometern entspricht. Die Frage einer Verbindung des Feldberg-Gletschers am Hochrhein mit dem nach Norden und entlang des Hochrheins nach Westen strömenden Rheingletscher während der Riß-Kaltzeit ist nach heutigem Forschungsstand noch nicht endgültig geklärt. Die Mächtigkeit des Eises betrug in den oberen Tallagen im Nährgebiet des Hauptgletschers während des Hochglazials mehrere hundert Meter. In Passhöhen wie dem Äulemer Kreuz oder am Muchenland wird die Eismächtigkeit noch mit mehreren zehn Metern angegeben.

## Der Gletscher in der Riß- und Würm-Kaltzeit
Der Südschwarzwald war in den beiden letzten Kaltzeiten großflächig vergletschert. In den ersten Kaltzeiten des Pleistozäns erreichten die Gipfellagen des Schwarzwalds vermutlich noch nicht ausreichende Höhen für eine anhaltende Vereisung. Während der Riß-Vereisung erreichten die radialen Arme des Feldberg-Gletschers bis zu 35 Kilometer Länge. Die Schneegrenze lag bei 700–800 Metern (heute Alpennordseite: 2.500–2.800 Meter), die tiefst gelegenen Endmoränen lagen auf 500 Meter. Die Prinzipien und Landschaftsformungen der Riß-Kaltzeit waren dieselben wie in der späteren Würm-Kaltzeit. Viele der früheren Erscheinungsformen wurden allerdings durch die letzte Kaltzeit überprägt und sind heute verschwunden. Beste Nachweise des Feldberg-Gletschers liefert daher die zuletzt stattgefundene Würm-Vereisung. Dabei erreichte die Hochglazialphase der vor 115.000 Jahren einsetzenden Würm-Kaltzeit eine erdgeschichtlich nur kurz anhaltende größte Kälte, beginnend mit einem Temperatursturz vor 28.000 Jahren und einem Maximum der Vergletscherung vor 20.000 Jahren sowie einer Durchschnittstemperatur von −4 °C. Das Klima war wesentlich trockener als heute, und die Niederschläge fielen überwiegend als Schnee. Im Schwarzwald kann während des Hochglazials von einem durchgängigen Permafrostboden ausgegangen werden. Dies war entscheidend für Wirksamkeit der Eisabtragungsprozesse. Bereits vor 18.000 Jahren hatte die Vergletscherung ihren Höhepunkt überschritten. Im anschließenden Spätglazial setzte der Schmelzprozess ein. Spätestens vor 12.000 Jahren waren die Feldbergtäler wieder eisfrei, wobei der Rückzug des Feldberg-Gletschers wie auch anderer Gletscher in mehreren Etappen mit dazwischen liegenden Stillständen und kleineren neuen Vorstößen erfolgte.

## Abschmelzetappen

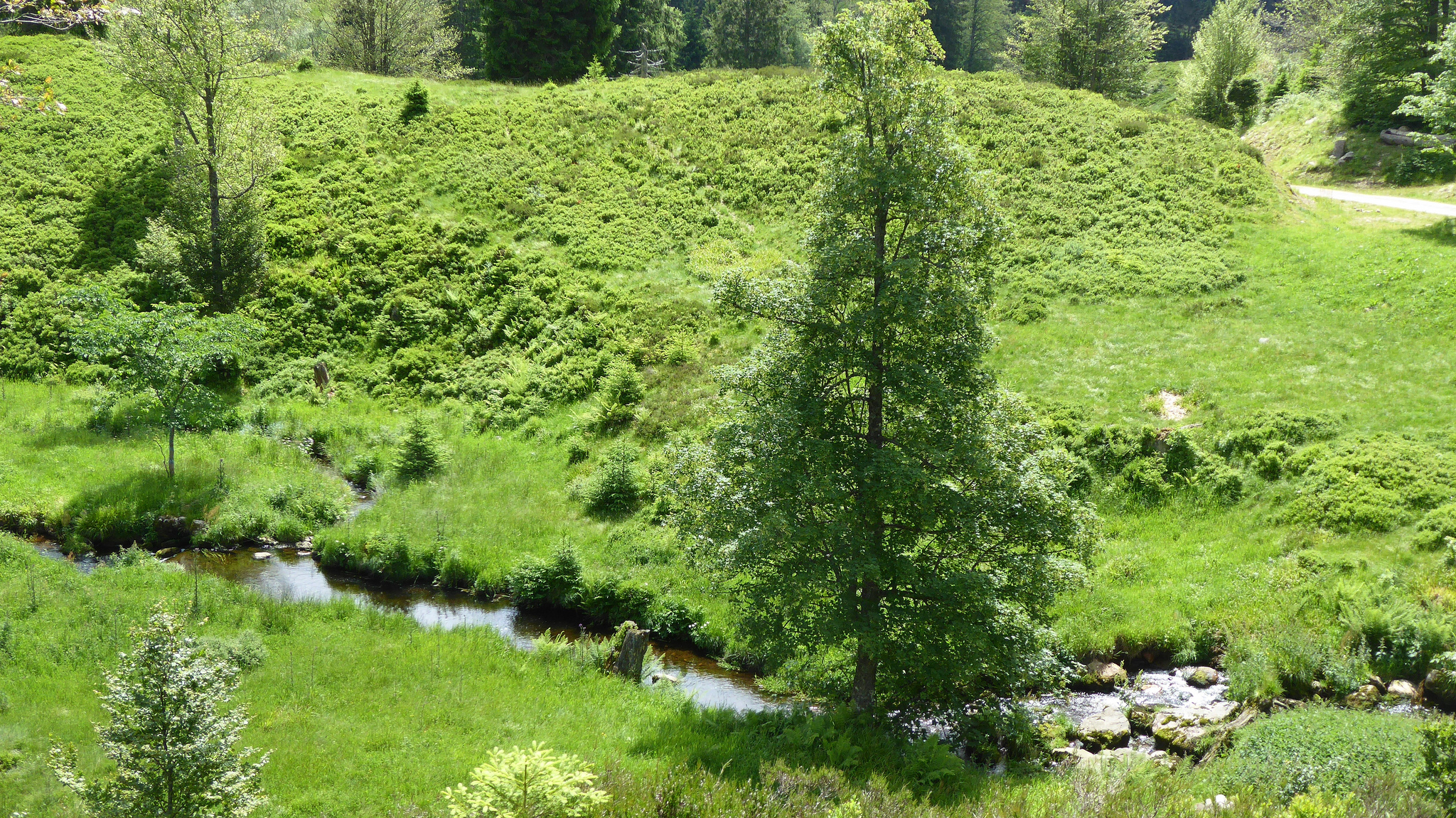
Endmoräne des spätglazialen Titiseestands im Menzenschwander Tal

Nach dem Höchststand der Vereisung vor etwa 20.000 Jahren mit einer Schneegrenze von 1000 Metern erfolgte der Rückzug des Feldberg-Gletschers in nachgewiesenen Etappen. Das erste Rückzugsstadium bildete vor 15.000 Jahren der Titiseestand, eine weitere Etappe vor 14.000 Jahren der Bärentalstand. Vor 12.000 Jahren bildete sich als letzte Etappe der Feldseestand mit einer Schneegrenze von 1300 Metern.

## Ablenkung der Feldberg-Donau
Während der Vergletscherung des Feldbergs entsprang die Wutach am Gletscher und floss dann durch den oberen Flussteil, die Wutachschlucht und bildete als Feldberg-Donau den übrig gebliebenen Teil der ehemaligen Aare-Donau. Im Würm-Hochglazial floss sie noch als Feldberg-Donau durch das breite Aitrachtal (bei Blumberg), heute nahezu ein Trockental, in Richtung der heutigen Donau. Kurz nach der Maximalvereisung vor 17.000 bis 18.000 Jahren konnte die rheintributäre Wutach durch rückschreitende Erosion die Feldberg-Donau anzapfen und in den Hochrhein umlenken. Die Wasserscheide zwischen Donau und Rhein veränderte sich dadurch.

## Heutige Zeugen des Gletschers

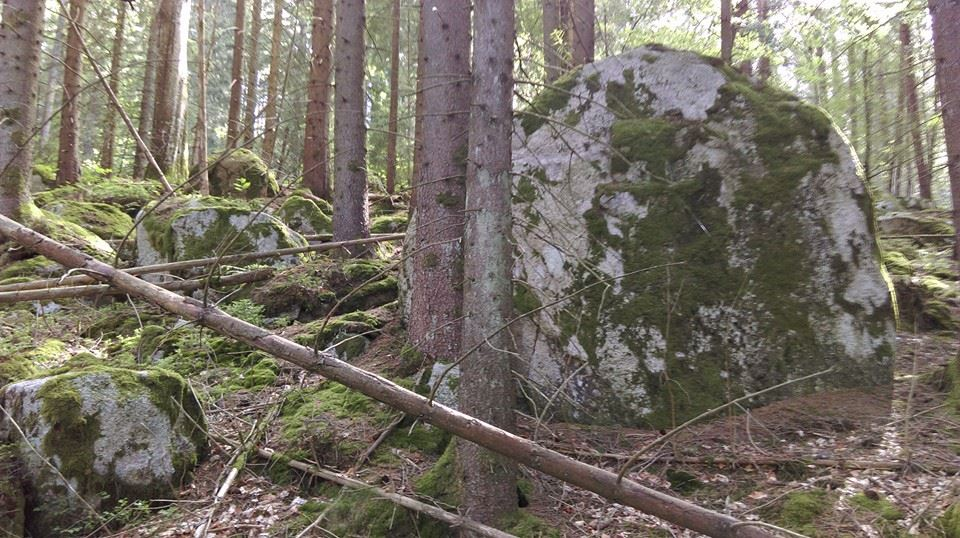
Findlinge unterhalb der Schluchsee-Staumauer

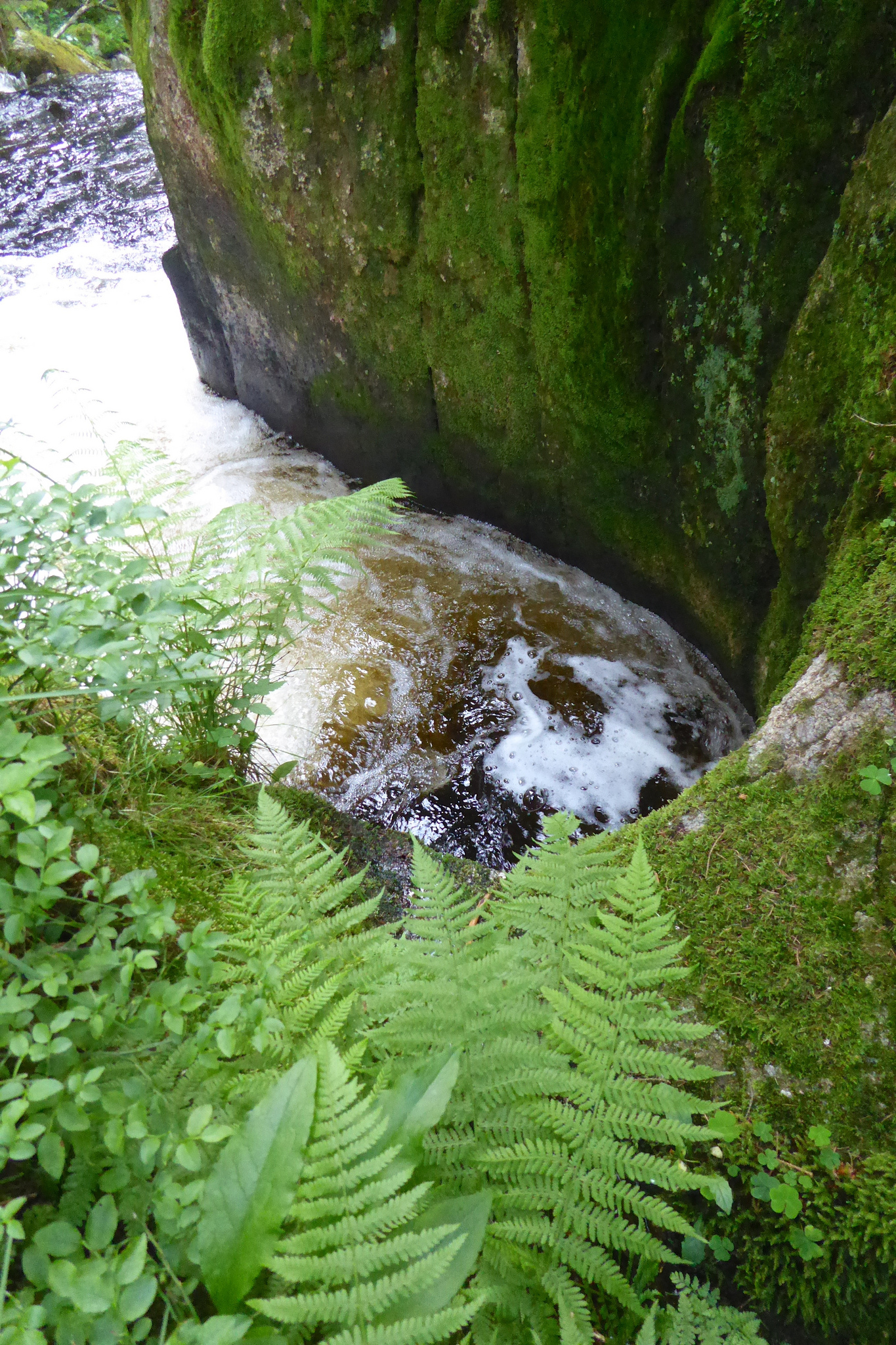
Krai-Woog-Gumpen Gletschertopf (Detail), 1952 entdeckt durch Erwin Litzelmann

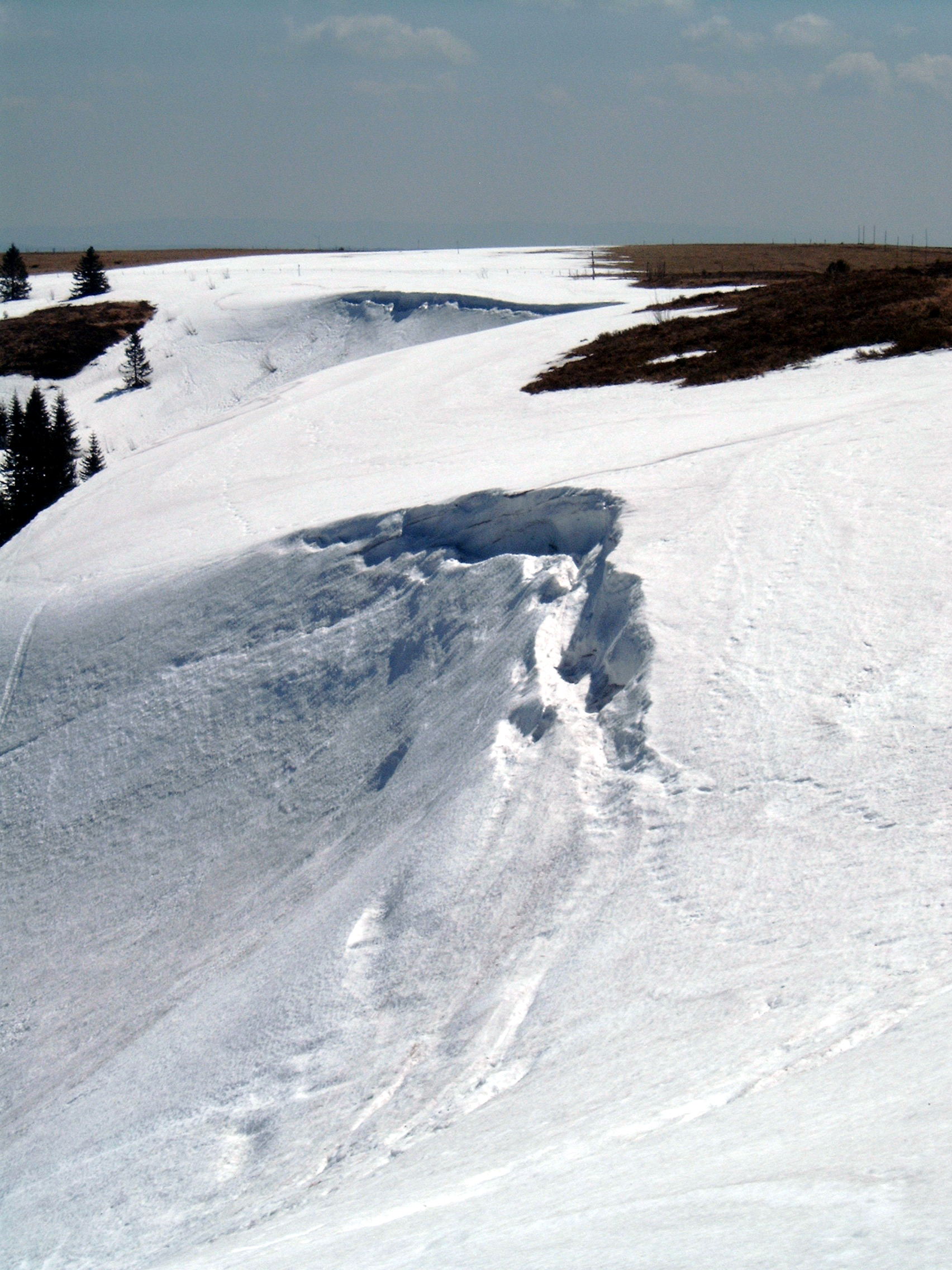
Wechte am Hang zum Zaster Loch, im Winter Relikt des Zastler-Gletschers am Feldberggipfel

Im Großraum des Feldbergs können heute zahlreiche Belege für die einstige Vereisung gefunden werden. Einige Beispiele sind:
- Deltareste eines Eisrandstausees: Kiesgrube im Tal der Langenordnach (Titisee-Neustadt)[6]
- Endmoränen: Menzenschwander Albtal[6] Höhe:15 Meter (Klusenmoräne des Feldseestands), Jostal (Maximalstand des Titiseegletschers)
- Findlinge (Erratische Blöcke): Schwarzatal unterhalb Schluchsee-Staumauer; größter Findling in Michelrütte bei Schönau (Wiesental) mit 180 Tonnen[4]
- Gletscherkessel: Gletscherkessel Präg (Zusammenfluss von sechs Gletscherarmen mit Talaushöhlung); ebenso in Menzenschwand der Zusammenfluss des Albtal- mit dem Krunkelbach-Gletscher.
- Gletscherschliff: bei der Zastler Hütte, geschrammte erratische Blöcke in Hinterzarten,[6] 10*3 Meter große geschrammte Felsplatte am Letzberg bei Schönau (Wiesental)[6]
- Gletschertöpfe[7] in der Albtalschlucht (Teufelsküche) und im Schwarzenbächle unterhalb Lindau (Todtmoos) (Krai-Woog-Gumpen)[8]
- Hochmoore (späteiszeitliche Relikte in Folge Gletscherrückzug): Horbacher Moor (Dachsberg),[9] Hinterzartener Moor,[10] Tiefenhäusener Moor (Höchenschwand)[11]
- Kamesterrasse: glazigen gebildete Terrasse im Gletscherkessel Präg
- Kare: Herzogenhorn-Wechte, Feldbergwechte zum Feldsee, Zastler Loch, Katzensteig-Kar (Todtnau)[6]
- Karseen: Feldsee mit ostseitigen Endmoränen, Nonnenmattweiher (Belchen), Klosterweiher (Dachsberg). Der Kargrund am Herzogenhorn ist nicht wie am Feldsee zu einer Wanne ausgeschürft worden, und der Karriegel fehlt ebenfalls. Daher konnte sich kein See bilden. Man spricht in diesem Fall von einem Karembryo.[12]
- Rundhöcker: Präg, Menzenschwand, Hanselmichelehof (Hinterzarten),[6] Katzensteig-Kar (Todtnau)[6]
- Seitenmoräne: Menzenschwand Nordseite[13]
- Transfluenz: Höchstgelegene Eistransfluenz des Schwarzwalds auf dem Gipfelplateau der Bärhalde bei Altglashütten mit Gneisgeschiebe des Herzogenhorns; Eistransfluenz des Albtal-Gletschers zum Schluchsee-Gletscher am Äulemer Kreuz sowie in Häusern vom Albtal zum Schwarzatal[4]
- Toteisloch: in Titisee (Ort)
- Trogtäler: Menzenschwander Tal (Albtal), Bärental, St. Wilhelmer Tal, Zastlertal
- Zungenbeckensee: Titisee[4], Schluchsee (vor der Aufstauung)